# Ґверн (кратер)
Кратер Ґверн (англ. Craters Gwern) — метеоритний кратер на Європі, супутнику Юпітера.

## Характеристики
Утворився на місці падіння на поверхню супутника Європа космічного метеорита, якого притягнув у свою орбіту масивний Юпітер. Внаслідок чого сформувався ударний кратер з діаметром 22,2 кілометра. Центр кратера розташовано за координатами 9.14° пд. ш., та 344.54° зх. д.
Вперше про льодовий кратер довідалися в 2006 році, після дослідження поверхні супутника телескопами з Землі. Названий на честь одного з дрібних валлійських божків Ґверна, героя кельтської міфології.